# Dolenji Lazi
Dolenji Lazi – wieś w Słowenii, w gminie Ribnica. W 2018 roku liczyła 306 mieszkańców.